# Theda Radtke
Theda Radtke (* 1982) ist eine deutsche Psychologin.

## Leben
Von 2001 bis 2006 studierte sie Psychologie an der Ruhr-Universität Bochum. 2011 verteidigte sie erfolgreich ihre Promotion an der Universität Zürich und wechselte danach an die Universität Konstanz. Von 2013 bis 2019 arbeitete sie als Oberassistentin an der Universität Zürich. Von 2019 bis 2020 war sie Professorin für Gesundheits-, Arbeits- und Organisationspsychologie an der Universität Witten/Herdecke. Seit Oktober 2020 ist sie Professorin für Gesundheitspsychologie und angewandte Diagnostik an der Universität Wuppertal.
Ihre Forschungsschwerpunkte sind Beschreibung, Klassifizierung und Veränderung von Gesundheitsverhalten unter Einsatz moderner Technologien (z. B. Actigraphen, Apps), Diagnostik von Schutz- und Risikofaktoren verschiedener Gesundheitsverhaltensweisen (z. B. Medienkonsum, Smartphonennutzung, körperliche Aktivität, Ernährung), Entwicklung, Implementierung und Evaluation theoriegeleiteter Präventionen und Interventionen mit Fokus auf e-Health- und m-Health-Interventionen (z. B. Smartphone-Auszeiten bei Arbeitnehmenden oder in Familien, Soziale Kompetenzstärkung bei Kindern und Auszubildenden, Steigerung körperlicher Aktivität) und Kompensations- und Transfereffekte bei Gesundheitsverhalten.